# Heinrich Friedrich Hölderlin

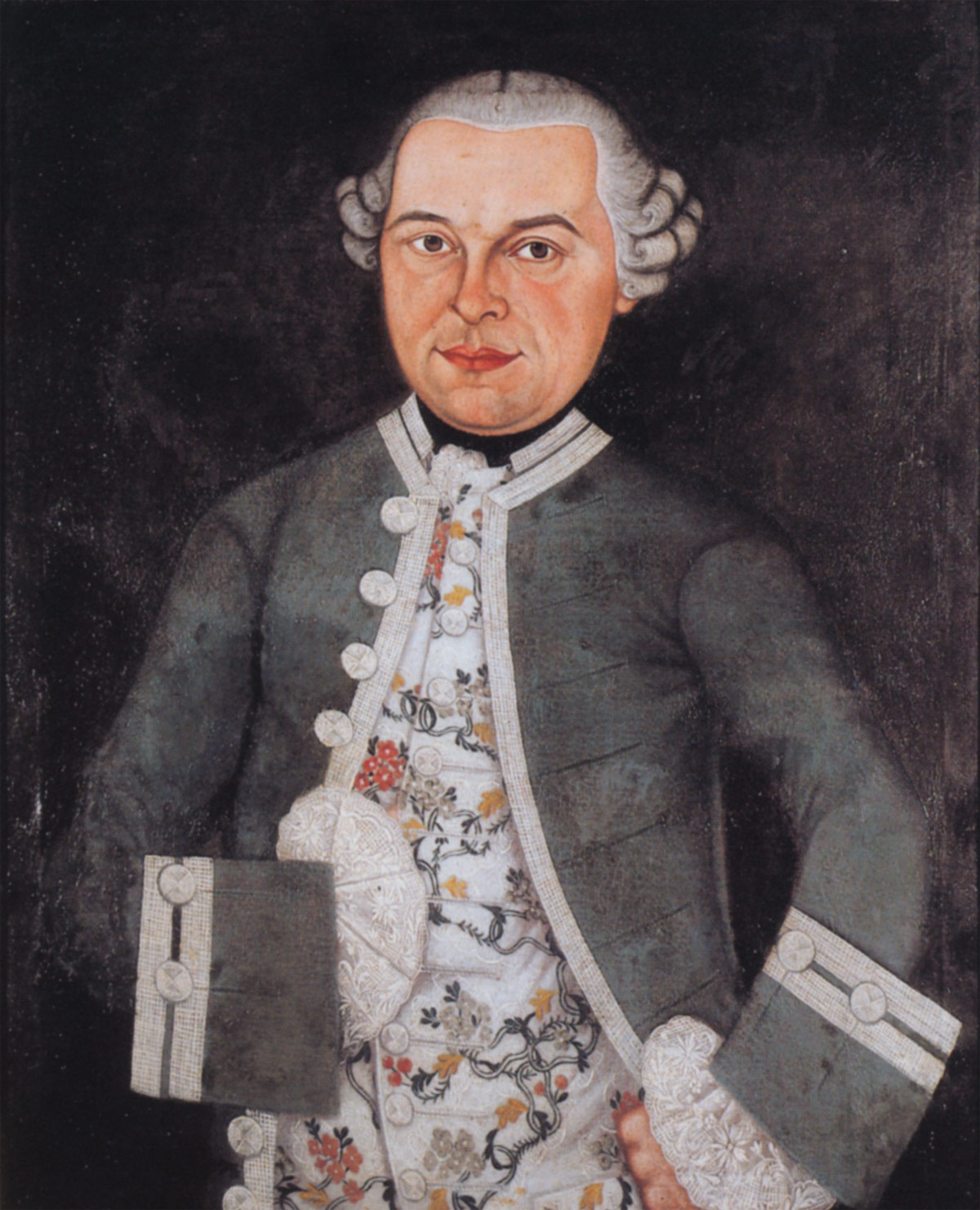
Heinrich Friedrich Hölderlin, Porträt von 1767

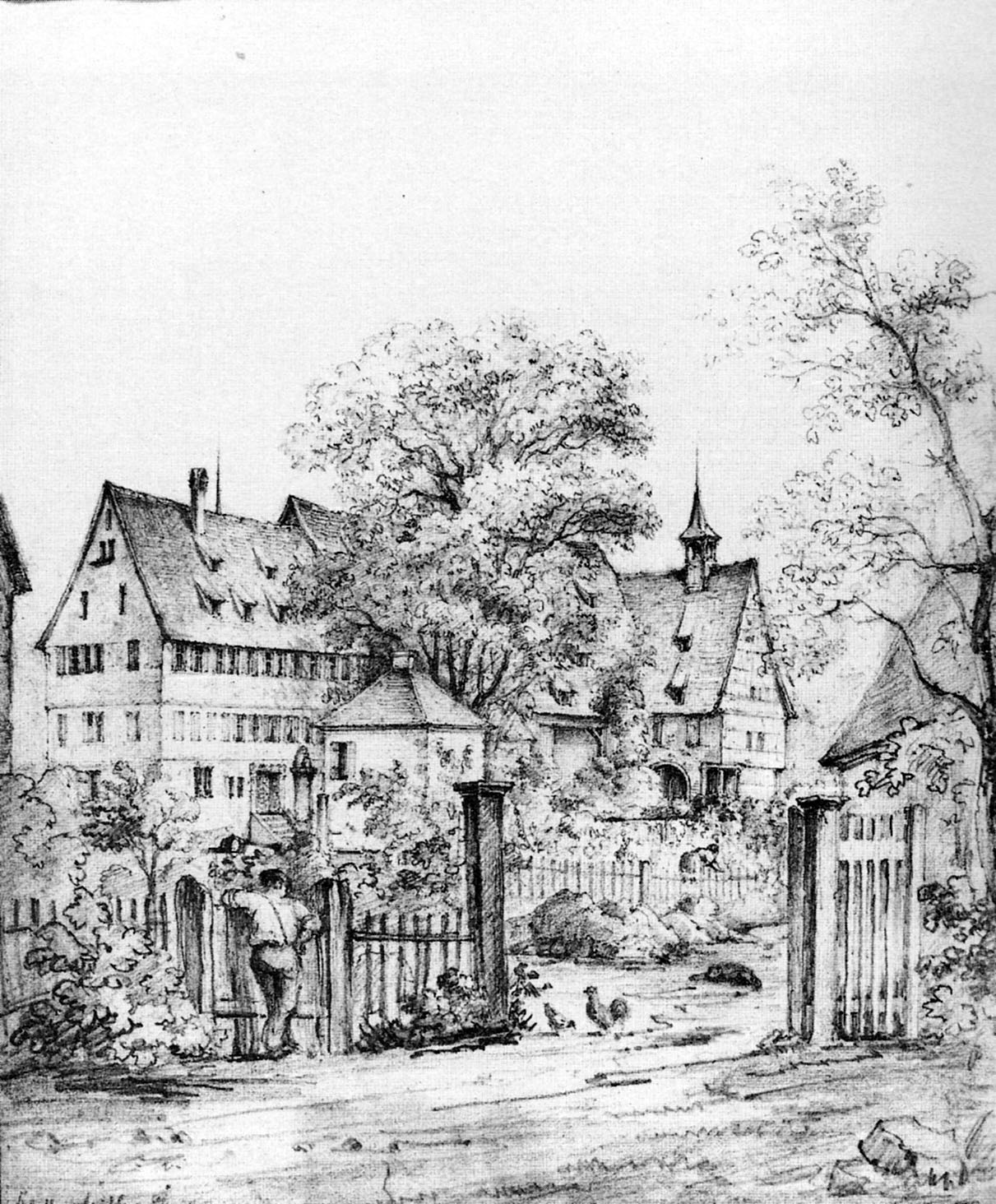
Amtshaus des Klosterhofmeisters in Lauffen (links), daneben ein Flügel des Wirtschaftsgebäudes, um 1800

Heinrich Friedrich Hölderlin (* 25. Januar 1736 in Lauffen am Neckar; † 5. Juli 1772 ebenda) war Klosterhofmeister im ehemaligen Kloster Lauffen. Er war der Vater von Friedrich Hölderlin.

## Leben
Heinrich Friedrich Hölderlin war das sechste von sieben Kindern des Lauffener Klosterhofmeisters Friedrich Jacob Hölderlin (1703–1762) und der Elisabetha Juliana Haselmeyer (1710–1765), doch nur er und zwei seiner Schwestern erreichten das Erwachsenenalter.
Er besuchte das Gymnasium in Stuttgart und ab 1754 die Universität Tübingen. Von 1760 an war er in Tübingen am Hofgericht tätig. 1762, nach dem Tod seines Vaters, wurde er dessen Nachfolger als Klosterhofmeister in Lauffen.
Bereits sein Vater hatte verschiedene Weinberge, Äcker und Wiesen in Lauffen erworben, die Heinrich Friedrich Hölderlin und seine Schwestern noch mehrten. Insgesamt besaß die Familie 67,6 Ar Weinberge, 1,14 Hektar Wiesenflächen und 23 Äcker, einige kleinere Gärten sowie Fischwasser.
1766 heiratete er Johanna Christiana Heyn. Er wohnte mit ihr im Amtshaus des Klosterhofmeisters, das an ein Wirtschaftsgebäude im Klosterhof angebaut war. Dem Paar wurden drei Kinder geboren: 1770 der Sohn Friedrich Hölderlin, 1771 eine Tochter, die schon 1775 starb, und 1772 die Tochter Maria Eleonora Heinrica, genannt „Rike“.
Heinrich Friedrich Hölderlin starb 1772 an einem Schlaganfall. Die Geburt der Tochter Rike erlebte er nicht mehr, sie wurde sechs Wochen nach seinem Tod geboren.

## Hölderlinhaus
Heinrich Friedrich Hölderlin besaß ein Haus ganz in der Nähe des Klosters (heute: Nordheimer Straße 5), das sein Vater 1743 erworben hatte. Nach seinem Tod zog die hinterbliebene Familie von der Amtswohnung in dieses private Wohnhaus um. Dort lebte sie zwei Jahre lang zusammen mit zwei Tanten von Friedrich Hölderlin, die schon zuvor darin gewohnt hatten. Seit 2020 ist dieses Hölderlinhaus in Lauffen ein Hölderlin-Museum.
Nach zwei Jahren zog Heinrich Friedrich Hölderlins Witwe 1774 mit ihren Kindern weiter nach Nürtingen und heiratete dort den Nürtinger Weinhändler Johann Christoph Gok. Der Ehe entstammte Friedrich Hölderlins Halbbruder Karl Gok, der 1776 geboren wurde.